# Dikrella duplica
Dikrella duplica är en insektsart som beskrevs av Ruppel och Delong 1953. Dikrella duplica ingår i släktet Dikrella och familjen dvärgstritar. Inga underarter finns listade i Catalogue of Life.